# موريس كيلي
موريس كيلي (بالإنجليزية: Maurice Kelly)‏ هو لاعب كرة قدم أمريكية ولاعب كرة القدم الكندية أمريكي، ولد في 9 أكتوبر 1972 في أورانجبورغ في الولايات المتحدة.

## وصلات خارجية
- موريس كيلي على موقع مرجع كرة القدم المحترفة.كوم (الإنجليزية)
- موريس كيلي على موقع JustSportsStats.com (الإنجليزية)